# Vastus medialis
Vastus medialis ("Vidsträckta inre lårmuskeln") är en muskel som ingår i quadriceps och sitter i framsidan av låret. Dess nedre infästning är i knäskålen(patella), med en förlängning ner i smalbenet (Tibia). Det övre fästet sitter i lårbenet. 
Antagonist till denna muskel är bland annat biceps femoris.

## Styrketräning
Att isolera denna muskel brukar vara enklast med övningen benspark, men helt isolerad kan inte denna muskel bli.